# منلائوس (دهانه)
منلائوس یک دهانه برخوردی در ماه‌ است.

## دهانه‌های اقماری
این دهانه ۴ دهانه اقماری دارد.
| Menelaus | عرض جغرافیایی | طول جغرافیایی | قطر         |
| -------- | ------------- | ------------- | ----------- |
| A        | ۱۷.۱° N       | ۱۳.۴° E       | ۷.۰ کیلومتر |
| C        | ۱۴.۸° N       | ۱۴.۵° E       | ۴.۰ کیلومتر |
| E        | ۱۳.۶° N       | ۱۵.۹° E       | ۳.۰ کیلومتر |
| D        | ۱۳.۲° N       | ۱۶.۳° E       | ۴.۰ کیلومتر |